# GHC Junior Heavyweight Championship
El GHC Junior Heavyweight Championship (Campeonato Peso Pesado Junior de la GHC) es un campeonato de lucha libre profesional, perteneciente a la Pro Wrestling NOAH. El acrónimo "GHC" son las iniciales del organismo rector de NOAH, que significa Global Honored Crown (Corona Global Honorifica, en español). El campeón actual es Hayata, quien se encuentra en su tercer reinado.
El GHC Junior Heavyweight Championship es uno de cuatro títulos individuales que posee la empresa, siendo el más importante el GHC Heavyweight Championship, ostentado por los luchadores más reconocidos e importantes de la empresa. El título Peso Pesado Junior es el único cinturón de la empresa con exclusividad de campeón, ya que solo puede ser ostentado por luchadores cuyo peso sea menor a 100 kg (220 lb).

## Torneo por el título
El torneo llevó a cabo un torneo de 12 luchadores para coronar al primer campeón, que se celebró durante su gira de 11 días de Navigation for the Bright Destination. La gira se realizó del 9 de junio al 24 de junio de 2001.
|  | Primera ronda | Primera ronda   | Primera ronda |  |             | Segunda ronda     | Segunda ronda      | Segunda ronda |                    |              | Semifinales       | Semifinales | Semifinales |  |  | Final       | Final              | Final |
|  |               |                 |               |  |             |                   |                    |               |                    |              |                   |             |             |  |  |             |                    |       |
|  |               |                 |               |  |             | 16 de junio       | Path Finder        | 12:15         |                    |              |                   |             |             |  |  |             |                    |       |
|  | 9 de junio    | Path Finder     | Pin           |  |             | Miyagi            | Yoshinobu Kanemaru | Pin           |                    |              |                   |             |             |  |  |             |                    |       |
|  | 9 de junio    | Path Finder     | Pin           |  | 23 de junio | Miyagi            | Yoshinobu Kanemaru | Pin           | Yoshinobu Kanemaru | Pin          |                   |             |             |  |  |             |                    |       |
|  | Tokyo         | Kenta Kobayashi | 8:27          |  | 23 de junio |                   |                    |               |                    | Pin          |                   |             |             |  |  |             |                    |       |
|  | Tokyo         | Kenta Kobayashi | 8:27          |  | Tokyo       | Tsuyoshi Kikuchi  | 13:34              |               |                    |              |                   |             |             |  |  |             |                    |       |
|  |               |                 |               |  |             | Tsuyoshi Kikuchi  | 13:34              | 21 de juno    | Tsuyoshi Kikuchi   | Pin          |                   |             |             |  |  |             |                    |       |
|  |               |                 |               |  |             |                   |                    | 21 de juno    | Tsuyoshi Kikuchi   | Pin          |                   |             |             |  |  |             |                    |       |
|  |               |                 |               |  |             | Toyama            | BJ Whitmer         | 7:12          |                    |              |                   |             |             |  |  |             |                    |       |
|  |               |                 |               |  |             |                   |                    |               |                    |              |                   |             |             |  |  | 24 de junio | Yoshinobu Kanemaru | Pin   |
|  |               |                 |               |  |             |                   |                    | Aichi         | Juventud Guerrera  | 17:17        |                   |             |             |  |  |             |                    |       |
|  |               |                 |               |  |             | 17 de junio       | Makoto Hashi       | 15:02         |                    |              |                   |             |             |  |  |             |                    |       |
|  |               |                 |               |  |             | Oyama             | Naomichi Marufuji  | Pin           |                    |              |                   |             |             |  |  |             |                    |       |
|  |               |                 |               |  |             | Oyama             | Naomichi Marufuji  | Pin           |                    | 23 de junio  | Naomichi Marufuji | 19:02       |             |  |  |             |                    |       |
|  | 15 de junio   | Satoru Asako    | Pin           |  |             |                   |                    |               |                    | 23 de junio  | Naomichi Marufuji | 19:02       |             |  |  |             |                    |       |
|  | 15 de junio   | Satoru Asako    | Pin           |  | Tokyo       | Juventud Guerrera | Pin                |               |                    |              |                   |             |             |  |  |             |                    |       |
|  | Niigata       | Matt Murphy     | 11:21         |  | Tokyo       | Juventud Guerrera | Pin                |               | 20 de junio        | Satoru Asako | 11:04             |             |             |  |  |             |                    |       |
|  | Niigata       | Matt Murphy     | 11:21         |  |             |                   |                    |               | 20 de junio        | Satoru Asako | 11:04             |             |             |  |  |             |                    |       |
|  |               |                 |               |  |             | Tokyo             | Juventud Guerrera  | Pin           |                    |              |                   |             |             |  |  |             |                    |       |

## Campeones

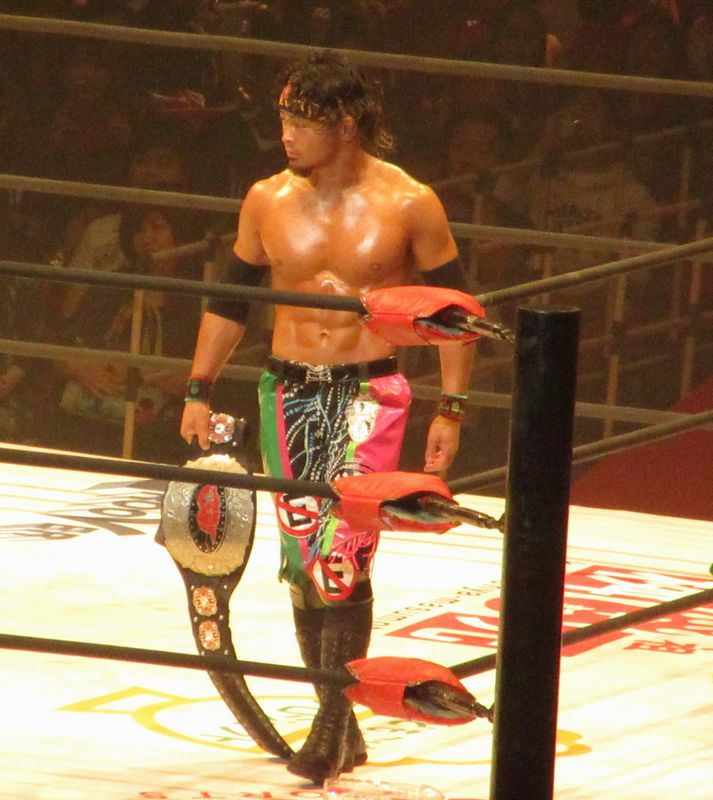
El campeón actual, Eita

El Campeonato Peso Pesado Junior de la GHC es un campeonato secundario creado por NOAH, y fue establecido en 2001. El campeón inaugural fue Yoshinobu Kanemaru, quien ganó un torneo al derrotar en la final a Juventud Guerrera, el 24 de junio de 2001 en Navigation for the Bright Destination, desde entonces ha habido 21 distintos campeones oficiales, repartidos en 40 reinados en total. Además, el campeonato ha quedado vacante en cinco ocasiones. Michael Modest, Bryan Danielson, Ricky Marvin, Ninja Mack, Dante Leon y Daga son los seis luchadores no japoneses que han ostentado el título.
El reinado más largo en la historia del título le pertenece a Taiji Ishimori, quien mantuvo el campeonato por 405 días entre 2013 y 2014. Por otro lado, el reinado más corto le pertenece a Ricky Marvin, con solo con tan solo 10 minutos y 5 segundos de duración en 2011, dejó vacante el título porque quería ganarlo al derrotar a Katsuhiko Nakajima. Aquel reinado es el más corto en la historia del campeonato.
En cuanto a los días en total como campeón (un acumulado entre la suma de todos los días de los reinados individuales de cada luchador), Yoshinobu Kanemaru también posee el primer lugar, con 1876 días como campeón entre sus siete reinados. Le siguen Kenta (685 días en sus tres reinados), Daisuke Harada (751 días en sus tres reinados), Taiji Ishimori (566 días en sus tres reinados), y Kotaro Suzuki (474 días en sus dos reinados). Además, dos luchadores fueron campeones durante más de un año de manera ininterrumpida: Yoshinobu Kanemaru (en dos ocasiones, 373 y 400 días) y Taiji Ishimori (405 días).
Por último, Yoshinobu Kanemaru es el luchador con más reinados, ya que posee 7, seguido de lejos por Hayata (5), Kotaro Suzuki (4), Kenta, Katsuhiko Nakajima, Taiji Ishimori y Atsushi Kotoge (3), Takashi Sugiura, Tatsuhito Takaiwa, Daisuke Harada, Amakusa, Daga y Eita (2 cada uno).

### Campeón actual
El actual campeón es Yo-Hey, quien se encuentra en su primer reinado como campeón. Yo-Hey ganó el campeonato tras derrotar al excampeón Eita el 3 de mayo de 2025 en NOAH Memorial Voyage.
Eita registra hasta el 17 de agosto de 2025 las defensas televisadas:
1. vs.

### Lista de campeones
|    | Luchador             | N.º | Fecha                    | Días | Show o evento                              | Notas y referencias |
| -- | -------------------- | --- | ------------------------ | ---- | ------------------------------------------ | --- |
| 1  | Yoshinobu Kanemaru   | 1   | 24 de junio de 2001      | 117  | Navigation for the Bright Destination      | Derrotó a Juventud Guerrera en la final de un torneo.                                                                     |
| 2  | Tatsuhito Takaiwa    | 1   | 19 de octubre de 2001    | 51   | Tug of War                                 | [ 2 ] |
| 3  | Naomichi Marufuji    | 1   | 9 de diciembre de 2001   | 119  | Navigation in Raging Ocean                 | [ 3 ] |
| 4  | Makoto Hashi         | 1   | 7 de abril de 2002       | 1    | Tug of War                                 | [ 4 ] |
| —  | Vacante              | —   | 8 de abril de 2002       | —    | —                                          | Debido a que Hashi rechazó el título después de ganar por detención árbitral debido a que Marufuji se lesionó la rodilla. |
| 5  | Yoshinobu Kanemaru   | 2   | 26 de mayo de 2002       | 308  | Navigation with Breeze                     | Derrotó a Kenta en la final de un torneo.                                                                                 |
| 6  | Michael Modest       | 1   | 30 de marzo de 2003      | 166  | Encountering Navigation                    | [ 6 ] |
| 7  | Takashi Sugiura      | 1   | 12 de septiembre de 2003 | 114  | Navigation Over the Date Line              | [ 7 ] |
| 8  | Jushin Thunder Liger | 1   | 4 de enero de 2004       | 188  | Wrestling World                            | [ 8 ] |
| 9  | Yoshinobu Kanemaru   | 3   | 10 de julio de 2004      | 373  | Departure                                  | [ 9 ] |
| 10 | Kenta                | 1   | 18 de julio de 2005      | 321  | Destiny                                    | [ 10 ] |
| 11 | Takashi Sugiura      | 2   | 4 de junio de 2006       | 202  | Northern Navigation                        | [ 11 ] |
| 12 | Tatsuhito Takaiwa    | 2   | 23 de diciembre de 2006  | 126  | Pro Wrestling SEM's SEMful Gift in Differ  | [ 12 ] |
| 13 | Mushiking Terry      | 1   | 28 de abril de 2007      | 182  | Spring Navigation                          | [ 13 ] |
| 14 | Yoshinobu Kanemaru   | 4   | 27 de octubre de 2007    | 323  | Autumn Navigation                          | [ 14 ] |
| 15 | Bryan Danielson      | 1   | 14 de septiembre de 2008 | 29   | The Tokyo Summit                           | [ 15 ] |
| 16 | Kenta                | 2   | 13 de octubre de 2008    | 121  | Autumn Navigation                          | [ 16 ] |
| 17 | Katsuhiko Nakajima   | 1   | 11 de febrero de 2009    | 18   | Take the Dream Vol. 7                      | [ 17 ] |
| 18 | Kenta                | 3   | 1 de marzo de 2009       | 243  | Second Navigation                          | [ 18 ] |
| —  | Vacante              | —   | 30 de octubre de 2009    | —    | —                                          | Debido a una lesión de la rodilla de Kenta.                                                                               |
| 19 | Yoshinobu Kanemaru   | 5   | 31 de octubre de 2009    | 400  | Autumn Navigation                          | Derrotó a Jushin Thunder Liger en la final de un torneo.                                                                  |
| 20 | Kotaro Suzuki        | 2   | 5 de diciembre de 2010   | 292  | Winter Navigation                          | Antes conocido como Mushiking Terry.                                                                                      |
| 21 | Katsuhiko Nakajima   | 2   | 23 de septiembre de 2011 | 9    | Shiny Navigation                           | [ 21 ] |
| —  | Vacante              | —   | 2 de octubre de 2011     | —    | —                                          | Debido a que Nakajima tuvo que someterse a una cirugía por apendicitis aguda.                                             |
| 22 | Ricky Marvin         | 1   | 16 de octubre de 2011    | 0    | Navigation Sunday 2011 in Korakuen         | Derrotó a Satoshi Kajiwara por el campeonato vacante.                                                                     |
| —  | Vacante              | —   | 16 de octubre de 2011    | —    | —                                          | Debido a que Marvin renunció al título ya que el declaró que quería derrotar al excampeón Katsuhiko Nakajima.             |
| 23 | Katsuhiko Nakajima   | 3   | 27 de noviembre de 2011  | 164  | Great Voyage 2011 in Tokyo Vol. 4          | Derrotó a Ricky Marvin.                                                                                                   |
| 24 | Yoshinobu Kanemaru   | 6   | 9 de mayo de 2012        | 143  | The Navigation in May 2012                 | [ 24 ] |
| 25 | Shūji Kondō          | 1   | 29 de septiembre de 2012 | 120  | The Navigation Saturday 2012 in Korakuen   | [ 25 ] |
| 26 | Taiji Ishimori       | 1   | 27 de enero de 2013      | 405  | Great Voyage 2013 in Osaka                 | Este es el reinado más largo de la historia.                                                                              |
| 27 | Daisuke Harada       | 1   | 8 de marzo de 2014       | 273  | Great Voyage 2014 in Tokyo                 | [ 27 ] |
| 28 | Atsushi Kotoge       | 1   | 6 de diciembre de 2014   | 99   | Great Voyage 2014 in Tokyo Vol. 3          | [ 28 ] |
| 29 | Taichi               | 1   | 15 de marzo de 2015      | 283  | Great Voyage 2015 in Tokyo                 | [ 29 ] |
| 30 | Taiji Ishimori       | 2   | 23 de diciembre de 2015  | 63   | Destiny                                    | [ 30 ] |
| 31 | Yoshinobu Kanemaru   | 7   | 24 de febrero de 2016    | 212  | The Second Navigation                      | [ 31 ] |
| 32 | Atsushi Kotoge       | 2   | 23 de septiembre de 2016 | 94   | Shiny Navigation                           | [ 32 ] |
| —  | Vacante              | —   | 26 de diciembre de 2016  | —    | —                                          | Debido a que Kotoge se subió a la categoría Heavyweight.                                                                  |
| 33 | Hajime Ohara         | 1   | 7 de enero de 2017       | 140  | The First Navig. 2017                      | Derrotó a Taiji Ishimori en la final de un torneo.                                                                        |
| 34 | Hayata               | 1   | 27 de mayo de 2017       | 29   | Navig. with Breeze 2017                    | [ 34 ] |
| 35 | Taiji Ishimori       | 3   | 25 de junio de 2017      | 98   | Great Voyage 2017 in Fukushima             | [ 35 ] |
| 36 | Daisuke Harada       | 2   | 1 de octubre de 2017     | 394  | Great Voyage 2017 in Yokohama Vol. 2       | [ 36 ] |
| 37 | Kotaro Suzuki        | 3   | 30 de octubre de 2018    | 47   | Global League 2018 - Tag 1                 | [ 37 ] |
| 38 | Daisuke Harada       | 3   | 16 de diciembre de 2018  | 84   | Great Voyage in Yokohama Vol. 2            | [ 38 ] |
| 39 | Minoru Tanaka        | 1   | 10 de marzo de 2019      | 147  | Great Voyage 2019 in Yokohama              | [ 39 ] |
| 40 | Hayata               | 2   | 4 de agosto de 2019      | 153  | Departure 2019                             | [ 40 ] |
| 41 | Yoshinari Ogawa      | 1   | 4 de enero de 2020       | 106  | New Sunrise                                | [ 41 ] |
| 42 | Kotaro Suzuki        | 4   | 19 de abril de 2020      | 203  | NOAH the Spirit                            | [ 42 ] |
| 43 | Daisuke Harada       | 4   | 8 de noviembre de 2020   | 96   | NOAH Premium Prelude                       | [ 43 ] |
| 44 | Seiki Yoshioka       | 1   | 12 de febrero de 2021    | 30   | NOAH Destination 2021 ~ Back To Budokan    | |
| 45 | Atsushi Kotoge       | 3   | 14 de marzo de 2021      | 105  | NOAH Great Voyage 2021 in Fukuoka          | |
| 46 | Hayata               | 3   | 27 de junio de 2021      | 197  | NOAH Muta The World                        | |
| 47 | Daisuke Harada       | 5   | 10 de enero de 2022      | 62   | N-Innovation Day 3: U-Cup Special Yokohama | |
| 48 | Eita                 | 1   | 13 de marzo de 2022      | 47   | Great Voyage 2022 in Yokohama              | |
| 49 | Hayata               | 4   | 29 de abril de 2022      | 184  | Majestic 2022: N Innovation                | |
| 50 | Ninja Mack           | 1   | 30 de octubre de 2022    | 11   | Ariake Triumph: The Return                 | Este combate se detuvo después de que Hayata sufriera una lesión legítima en el codo y no pudiera continuar.              |
| 51 | Dante Leon           | 1   | 10 de noviembre de 2022  | 43   | Global Honored Crown 2022                  | |
| 52 | Amakusa              | 1   | 23 de diciembre de 2022  | 114  | N-Innovation 2022                          | |
| 53 | Hayata               | 5   | 16 de abril de 2023      | 202  | Green Journey in Sendai 2023               | [ 44 ] |
| 54 | Daga                 | 1   | 4 de noviembre de 2023   | 251  | Demolition Stage in Niigata                | [ 45 ] |
| 55 | Amakusa              | 2   | 13 de julio de 2024      | 50   | NOAH Destination 2024                      | |
| 56 | Daga                 | 2   | 1 de septiembre de 2024  | 122  | N-1 Victory — Noche 9                      | [ 46 ] [ 47 ] |
| 57 | Eita                 | 2   | 1 de enero de 2025       | 122  | NOAH The New Year 2025                     | Fue en un 2-out-of-3 Falls Match.                                                                                         |
| 58 | Yo-Hey               | 1   | 3 de mayo de 2025        | 106+ | NOAH Memorial Voyage 2025                  | |

### Total de días con el título

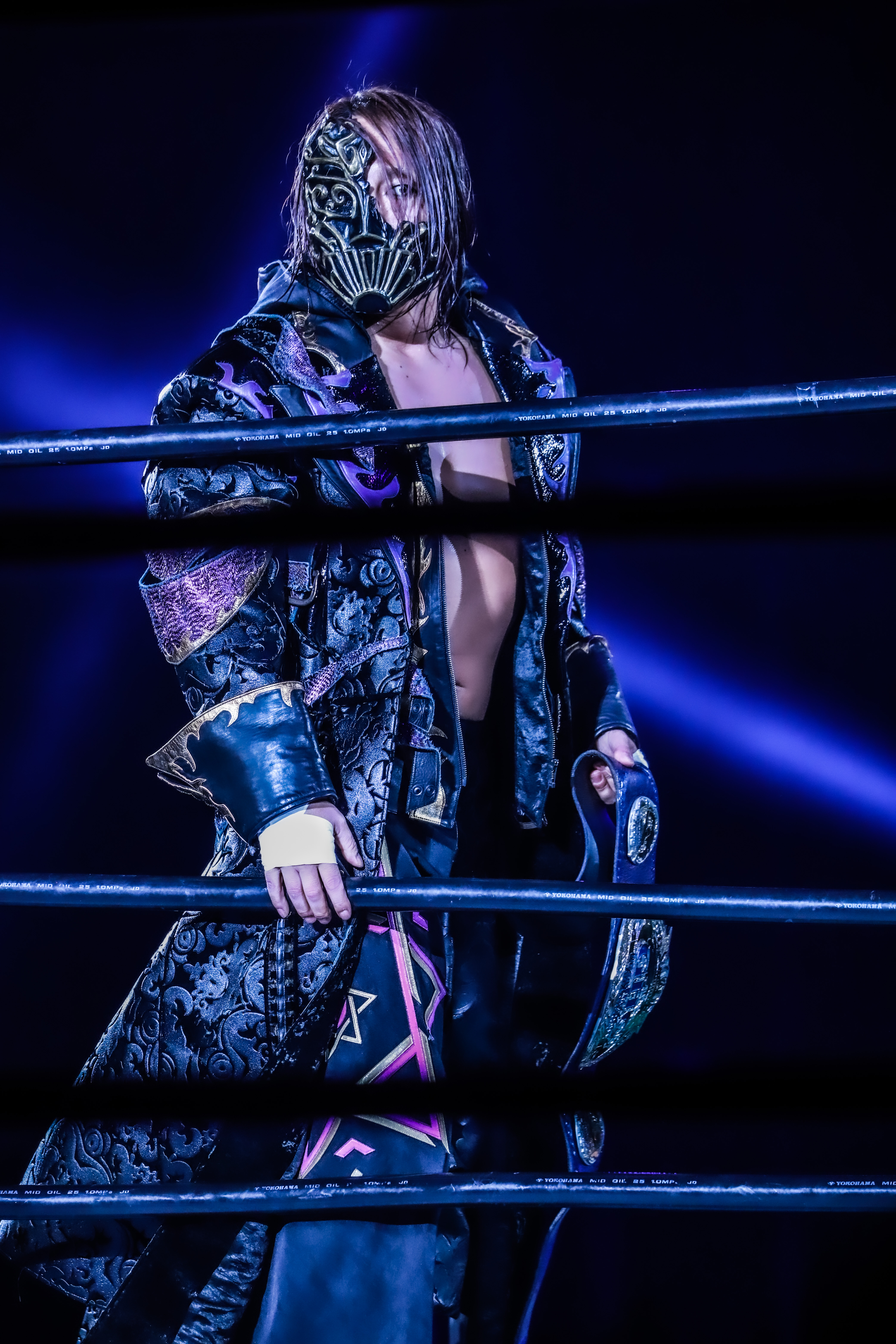
Hayata ex campeón que cuenta con 765 días acumulativos en 5 reinados.

La siguiente lista muestra el total de días que un luchador ha poseído el campeonato, si se suman todos los reinados que posee. 
A la fecha del 17 de agosto de 2025.
| + | Indica al campeón actual |

| N.º | Campeón                       | Reinados | Total de días |
| --- | ----------------------------- | -------- | ------------- |
| 1   | Yoshinobu Kanemaru            | 7        | 1876          |
| 2   | Daisuke Harada                | 4        | 877           |
| 3   | Hayata                        | 5        | 765           |
| 4   | Kenta                         | 3        | 685           |
| 5   | Taiji Ishimori                | 3        | 566           |
| 6   | Mushiking Terry/Kotaro Suzuki | 4        | 521           |
| 7   | Daga                          | 2        | 373           |
| 8   | Takashi Sugiura               | 2        | 316           |
| 9   | Taichi                        | 1        | 283           |
| 10  | Atsushi Kotoge                | 3        | 204           |
| 11  | Katsuhiko Nakajima            | 3        | 191           |
| 12  | Jushin Thunder Liger          | 1        | 188           |
| 13  | Tatsuhito Takaiwa             | 2        | 177           |
| 14  | Eita                          | 2        | 169           |
| 15  | Michael Modest                | 1        | 166           |
| 16  | Amakusa                       | 2        | 164           |
| 17  | Minoru Tanaka                 | 1        | 147           |
| 18  | Hajime Ohara                  | 1        | 140           |
| 19  | Shūji Kondō                   | 1        | 120           |
| 20  | Naomichi Marufuji             | 1        | 119           |
| 21  | Yo-Hey                        | 1        | 106+          |
| 21  | Yoshinari Ogawa               | 1        | 106           |
| 23  | Dante Leon                    | 1        | 43            |
| 24  | Seiki Yoshioka                | 1        | 30            |
| 25  | Bryan Danielson               | 1        | 29            |
| 26  | Ninja Mack                    | 1        | 11            |
| 27  | Makoto Hashi                  | 1        | 1             |
| 28  | Ricky Marvin                  | 1        | 0             |

### Mayor cantidad de reinados
| Reinados | Luchador (es)                                             |
| -------- | --------------------------------------------------------- |
| 7 veces  | Yoshinobu Kanemaru                                        |
| 5 veces  | Hayata, Daisuke Harada                                    |
| 4 veces  | Kotaro Suzuki                                             |
| 3 veces  | Kenta, Katsuhiko Nakajima, Taiji Ishimori, Atsushi Kotoge |
| 2 veces  | Takashi Sugiura, Tatsuhito Takaiwa, Amakusa, Daga, Eita   |